# Paul-François Belouin
Pour les articles homonymes, voir Belouin.
Paul-François Belouin, né le 29 août 1831 à Rennes et mort le 15 avril 1908 à Montrouge, est un sculpteur français.

## Biographie
Fils d'un fabricant de filet rennais, Paul François Belouin vient étudier aux Beaux-Arts de Paris où il devient élève d'Armand Toussaint. Il débute au 1878 au Salon de Paris où il exposera pour la dernière fois en 1894.
Fixé à Angers au début de sa carrière, il y épouse la fille du sculpteur Henri Chapeau en janvier 1867. Il habite ensuite à Paris au 48, rue d'Assas, puis au 137, rue de Rennes. En 1895, il réside rue Delambre.

## Œuvres exposées au Salon de Paris
- 1878 : Saint Vincent de Paul recueille les enfants abandonnés, statue en plâtre (no 4501).
- 1879 : Saint François d'Assise pleurant au souvenir des souffrances du Christ, statue en plâtre (no 4796)[6].
- 1880 : Tombeau de Jacques Lasne, curé de Saint-Joseph, à Angers (no 6093).
- 1881 :
  - Tombeau d'un mobile tué à Champigny (no 3617) ;
  - Saint Joseph au repos, statue en plâtre (no 3618).
- 1882 :
  - M. de B…, buste en plâtre (no 4105) ;
  - M. C. L…, buste en plâtre (no 4106).
- 1883 :
  - La Fourmi ayant sa provision pour l'hiver, bronze (no 3335) ;
  - La Cigale surprise par la bise, bronze (no 3336).
- 1884 : Portrait de M. G…, buste en plâtre (no 3283).
- 1885 :
  - Portrait de M. H. C…, buste en plâtre (no 3349) ;
  - Portrait de Mme M. B…, médaillon en bronze (no 3450).
- 1886[7] :
  - Saint François de Sales, statue en plâtre (no 3495) ;
  - Une Vierge mère, statue en plâtre (no 3496).
- 1887 : Portrait de M. le docteur D…, buste en bronze (no 3632).
- 1889[8] :
  - Portrait de M. H. C…, buste en bronze (no 4032) ;
  - Saint Joseph au repos, fonte (no 4033).
- 1890 : Scène de la vie du Christ, bas-relief en plâtre (no 3510)[9].
- 1891 : Jeanne d'Arc victorieuse, modèle en plâtre (no 2267).
- 1892 :
  - Sainte Philomène, martyre, statue en plâtre (no 2281) ;
  - Jésus rencontrant sa mère, bas-relief en plâtre (no 2282).
- 1893 : Chemin de la croix, bas-relief en plâtre (no 2562).
- 1894 : Le Christ appelant à lui les hommes, fonte de fer (no 2759).